# Chlorophytum goetzei
Chlorophytum goetzei är en sparrisväxtart som beskrevs av Adolf Engler. Chlorophytum goetzei ingår i släktet ampelliljor, och familjen sparrisväxter. Inga underarter finns listade i Catalogue of Life.